# Lac Kerinci
Pour les articles homonymes, voir Kerinci.
Le lac Kerinci (en indonésien Danau Kerinci) est un lac dans la province indonésienne de Jambi dans l'île de Sumatra.